# جيف إف. كينغ
جيف إف. كينغ (بالفرنسية: Jeff F. King)‏ (و. م) هو مخرج أفلام، وكاتب سيناريو، ومخرج تلفزيوني، ومنتج تلفزيوني كندي.

## وصلات خارجية
- جيف إف. كينغ على موقع IMDb (الإنجليزية)
- جيف إف. كينغ على موقع ألو سيني (الفرنسية)
- جيف إف. كينغ على موقع أول موفي (الإنجليزية)
- جيف إف. كينغ على موقع أول موفي (الإنجليزية)
- جيف إف. كينغ على موقع قاعدة بيانات الأفلام السويدية (السويدية)
- جيف إف. كينغ على موقع قاعدة بيانات الفيلم (الإنجليزية)
- جيف إف. كينغ على موقع كينوبويسك (الروسية)
- جيف إف. كينغ على موقع كينوبويسك (الروسية)